# Jamy Gourmaud
Jamy Gourmaud, ou simplement Jamy, né le 17 janvier 1964 à Fontenay-le-Comte, est un journaliste, animateur de télévision, vulgarisateur et vidéaste français.
Journaliste de formation, il anime de nombreuses émissions scientifiques sur France 3 à partir de 1993. Parmi elles, il se fait connaître notamment avec C'est pas sorcier, qu'il co-anime avec Frédéric Courant — avec qui il forme le duo « Fred et Jamy » — et Sabine Quindou. L'émission, très populaire auprès du jeune public et des enseignants, s'impose rapidement comme un classique de la télévision française et de la vulgarisation scientifique. Elle connaît ainsi de nombreux produits et formats dérivés, ainsi qu'une importante postérité après son arrêt en 2014.
Jamy Gourmaud co-anime également Incroyables Expériences de 2008 à 2012. Depuis 2014, il présente Le Monde de Jamy, diffusée en première partie de soirée plusieurs fois par an sur France 3. De février 2021 à juin 2022, il présente C Jamy, une émission quotidienne à 16h55 sur France 5.
En 2020, après le succès de ses vidéos quotidiennes publiées lors du premier confinement lié à la pandémie de Covid-19, il publie de nombreux contenus de vulgarisation sur les réseaux sociaux et lance sa chaîne YouTube, Jamy - Epicurieux, qui est suivie par plus de deux millions d'abonnés en 2025. 

## Biographie

### Enfance
Jamy Gourmaud est le fils de Bernard Gourmaud, fondateur du groupe Orvia. Il a un frère aîné, Benoît, qui succédera à leur père à la direction de l'entreprise familiale spécialisée dans l'élevage de volailles.
Au moment de sa naissance, ses parents habitent à Saint-Mesmin (Vendée), et lorsqu'il a 2-3 ans, la famille déménage à Montaigu, dans le même département. Il fait sa scolarité à l'école Amiral du Chaffault.

### Formation
Il fait ses études secondaires au lycée Saint-Gabriel à Saint-Laurent-sur-Sèvre (Vendée), puis au lycée Notre-Dame-de-Toutes-Aides à Nantes, où il obtient un baccalauréat littéraire. Par la suite, il passe deux ans en première année de DEUG en droit, puis est diplômé de l'Institut pratique du journalisme (IPJ) en 1988.

### Débuts
En 1990, il reçoit le prix du Jeune reporter au Festival international du scoop et du journalisme d'Angers pour son émission sur les maternités roumaines. Il rejoint Fractales sur France 3 en 1992, après des expériences dans la presse écrite et la radio.

### C'est pas sorcier
De 1992 à 1993, Jamy Gourmaud réalise des reportages pour l'émission Fractales, présentée par Patricia Saboureau et Frédéric Courant. À la demande de la chaîne, l'émission est rebaptisée C'est pas sorcier en 1993. Le premier numéro est diffusé le 19 septembre 1993. Jamy y tient la rubrique « le regard ». À partir du 10 octobre 1993, Jamy Gourmaud rejoint Frédéric Courant dit « Fred » à la présentation de cette émission de vulgarisation scientifique. 
En septembre 1994, une nouvelle formule est lancée, cocréée avec le réalisateur Bernard Gonner, qui eut l'idée du camion-laboratoire. Jamy, qui reste dans le camion de l'émission, y joue le rôle de l'expert scientifique. Il a également tourné 26' d'arrêt, C'est clair pour tout le monde et C'est pas la mer à boire, toujours avec Frédéric Courant.

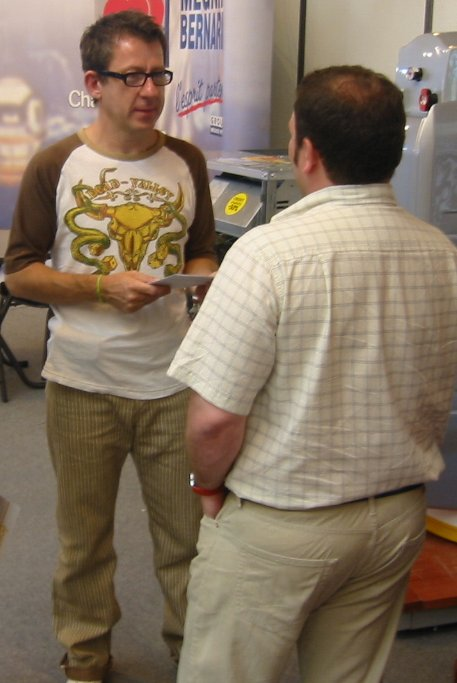
Jamy Gourmaud au salon des Énergies nouvelles de Besançon en 2007.

Depuis septembre 2000, Jamy Gourmaud est chroniqueur scientifique dans l'émission Pourquoi ? Comment ? sur France 3 et dans Mise au point, sur La Cinquième. À partir de 2004, il anime Quelle aventure !, qui est une émission de reconstitutions historiques. Il est également présent dans les émissions Spéciale Santé : vos questions, nos réponses sur France 3, avec Michel Cymes et Marina Carrère d'Encausse. Le 6 septembre 2004, il est l'invité de Marianne James dans l'émission Le Fabuleux Destin de... sur France 3 à l'occasion des 30 ans de la chaîne.
En 2007, il fonde l'agence de communication pédagogique Les Apprentis, avec l'entrepreneur français David Hairion.
En 2008, il prête sa voix et son image au Futuroscope dans une nouvelle attraction interactive, Les Animaux du futur. Il coprésente Le Lauréat de l'histoire avec Stéphane Bern, le 30 avril 2008 sur France 3. À partir d'octobre 2008, il anime sur France 2 avec Tania Young plusieurs numéros d'Incroyables Expériences en première partie de soirée, une émission consacrée aux expériences scientifiques. Durant les mois d'avril et mai 2009, Incroyables Expériences est présenté tous les jours à 18 h avec Tania Young sur France 2, puis un lundi par mois en première partie de soirée sur France 3.
En octobre 2009, il écrit la préface du livre de Christophe Cachera, La Méthode facile pour écrire comme un pro. En 2010, il présente Mission Millenium, un jeu d'aventure se déroulant au Mexique. Le 28 décembre 2011, il présente en deuxième partie de soirée l'émission Enquêtes d’archéologie. La première émission est consacrée à Néfertiti.

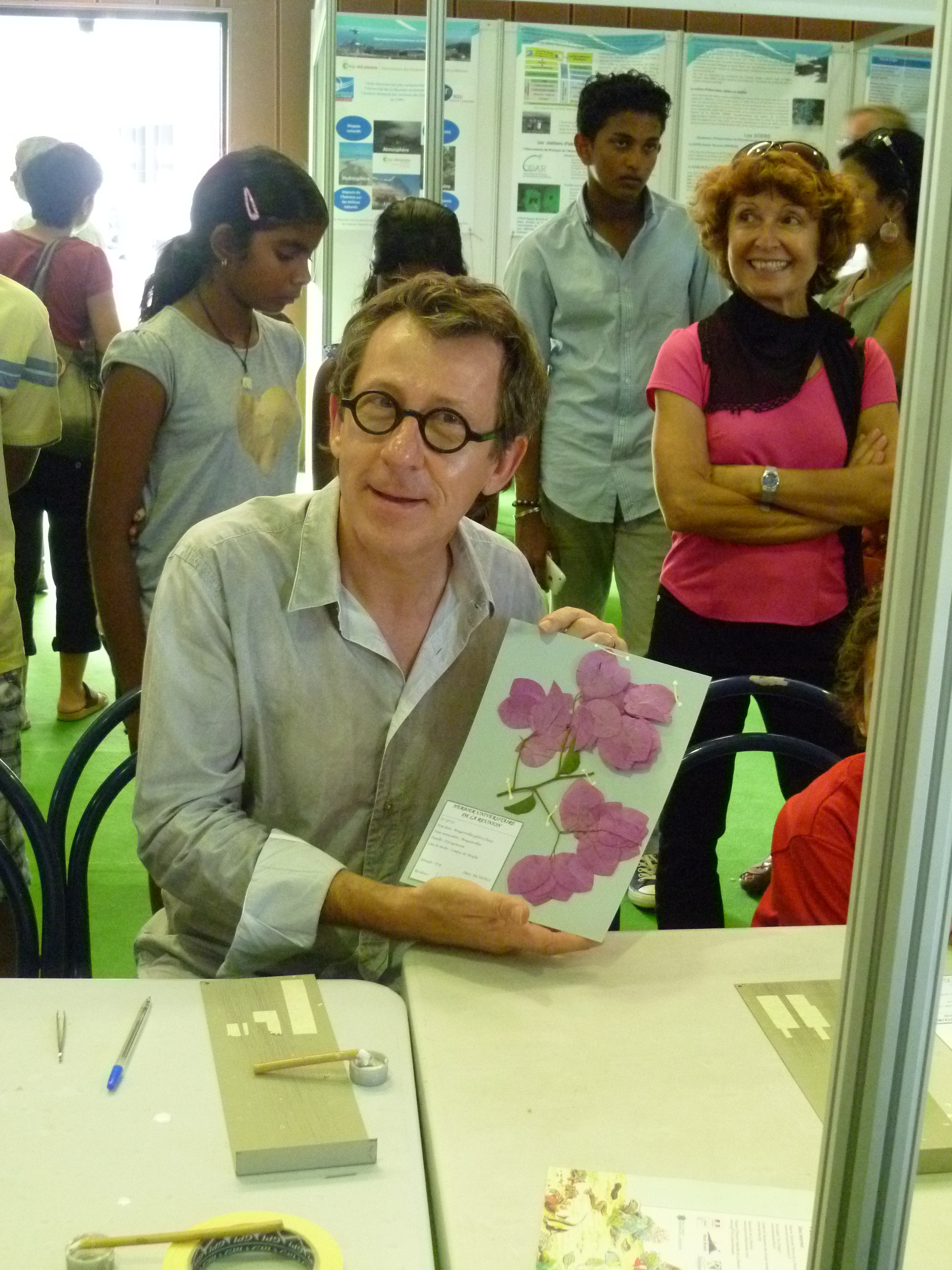
Jamy Gourmaud présentant une bougainvillée sur le stand de l'herbier universitaire de La Réunion lors de la fête de la Science organisée à Saint-Denis de La Réunion en novembre 2012.

En 2012, il fait une apparition dans Bref, dans un épisode intitulé : Bref. Y a des gens qui m'énervent.
Après vingt ans d'existence et 560 épisodes, C'est pas sorcier prend fin en 2013, en raison d'une baisse importante d'audience et de coûts de production trop élevés. Fred, Jamy et l'équipe de l'émission envisagent alors un nouveau concept, qui serait diffusé en première partie de soirée. Le projet est avorté par l'éviction de Fred par France Télévisions en août de la même année.

### AprèsC'est pas sorcier
Le 7 mai 2014, il lance, toujours sur France 3, une nouvelle émission de découverte scientifique intitulée Le Monde de Jamy.
En mars 2020, il intervient dans une émission spéciale de France 2 sur le coronavirus responsable de la pandémie de Covid-19. Il se rend à l'Institut Pasteur pour suivre et faire découvrir l'avancement des recherches et tests de dépistage de la maladie.
Par ailleurs, durant le confinement, à partir du mois d'avril, il publie chaque jour une courte vidéo sur YouTube, ainsi que sur Instagram, dans laquelle il transmet ses savoirs. Elles connaissent un important succès et sa chaîne, créée pour l'occasion, dépasse les 200 000 abonnés en moins de deux semaines. Après le confinement, il continue à publier des vidéos de vulgarisation de manière hebdomadaire. En novembre de la même année, il débute un projet éducatif centré sur ses vidéos publiées sur le web, mais qu’il ambitionne de développer sur différents formats. Sous la marque « Épicurieux », il est réalisé en partenariat avec Webedia,. En mars 2025, sa chaîne YouTube possède 2 millions d'abonnés.

### Retour dans une émission quotidienne avecC Jamy
Un an après avoir lancé sa chaîne Youtube sur Internet, il revient quotidiennement à la télévision pour animer C Jamy, une émission diffusée du lundi au vendredi à 16 h 55 sur France 5, qui est filmée depuis sa maison de Clamart.

### Bicentenaire de la Société de géographie (1821 - 2021)
Le 15 décembre 2021, dans le grand amphithéâtre de la Sorbonne, en présence d'Albert II, prince de Monaco, et de nombreuses personnalités, il introduit et anime la cérémonie officielle du bicentenaire de la Société de géographie.

### Vie privée
Il se marie en 1992 avec Manuela, artiste-peintre née en 1969. Le couple s'installe en 1996 à Clamart, et a deux fils : Alex, né en 1996, et Oscar, né en 1999. Les deux garçons se destinent à une carrière scientifique.

## Distinctions
- Chevalier de la Légion d'honneur (2015)[26].
- Officier de l'ordre national du Mérite (2020)[27]
- L'astéroïde (23877) Gourmaud a été nommé en son honneur[28].
- Docteur honoris causa de l'université de Mons (Belgique, 2011), avec Frédéric Courant[29].
- Prix du chef d’état-major de la Marine, avec Frédéric Courant (2011)[30].
- Prix Roberval, avec Frédéric Courant (2004 et 2005)

## Publications
- 2019 : Mon tour de France des curiosités naturelles et scientifiques, Stock, [présentation en ligne],  (ISBN 2234086264).
- 2019 : Jamy Gourmaud (scénario) et Leslie Plée (dessin et couleurs), Tu l'as dit Jamy ! Une aventure scientifique pour tous en BD, Stock (ISBN 9782234088764).
- 2020 : Chez Jamy, Stock,  (ISBN 9782234091122)
- 2022 : 365 jours avec Jamy - On en apprend tous les jours !, Epicurieux,  (ISBN 2092497847)
- 2023 : 366 jours avec Jamy - On en apprend tous les jours !, Epicurieux, (ISBN 9782095025953)

## Filmographie
Sauf indication contraire, les informations mentionnées dans cette section peuvent être confirmées par les bases de données cinématographiques  présentes dans la section « Liens externes ».

### Cinéma
- 2010 : Protéger et servir d’Éric Lavaine : le spécialiste en incendies-explosions[31]

### Séries télévisées
- 2012 : Bref, (épisode 53 Y a des gens qui m'énervent) : lui-même
- 2015 : Ma pire angoisse, (épisode 48 L'Accident) : lui-même

### Doublage

#### Jeux vidéo
- 2005 : C'est pas sorcier : Mystérieuse disparition en Amazonie : lui-même
- 2006 : C'est pas sorcier : Menace sur le volcan Tamakou : lui-même
- 2007 : C'est pas sorcier : Danger sur la barrière de corail : lui-même

#### Film d'animation
- 2025 : Elio : Gunther Melmac (doublage français)[32]

## Émissions
Sauf précision contraire ou complémentatire, Jamy Gourmaud est animateur des titres suivants.

### Télévision
- 1993-2014 : C'est pas sorcier sur France 3 en tant que créateur et animateur, avec Frédéric Courant et Sabine Quindou
- 1998 : 26 Minutes d'Arrêt sur France 3 avec Frédéric Courant
- 2000 : Mise au point sur La Cinquième avec Frédéric Courant
- 2001-2005 : Quelle aventure ! sur France 3 avec Frédéric Courant
- 2006 : Coanimation avec Frédéric Courant du Téléthon le samedi 9 décembre de 15 h à 18 h, en direct sur la place de la Comédie à Montpellier
- 2007 : Coanimation avec Frédéric Courant du Téléthon le samedi 8 décembre de 15 h à 18 h, en direct de Metz
- 2008 : Le Lauréat de l'Histoire : émission de culture générale coprésentée avec Stéphane Bern (France 3)
- 2008-2012 : Incroyables Expériences sur France 3 aux côtés de Tania Young puis Nathalie Simon.
- 2010 : Mission Millenium sur France 3
- 2011 : Enquêtes d’archéologie sur France 3
- 2013 : Un jardin extraordinaire sur France 3
- Depuis 2014 : Le Monde de Jamy sur France 3, puis sur France 5
- Depuis 2016 : Comme une envie de jardins devenu Côté jardin depuis 2019 sur France 3
- 2020 : Coronavirus sur France 2 avec Michel Cymes
- 2020 : Agissons avec Jamy sur France 2
- 2021-2022 : C Jamy sur France 5
- 2025 : Sommes-nous tous racistes ? avec Marie Drucker sur France 2

### Internet
- 2017 : Idée reçue #23 : Les dinosaures ont disparu ? de Maxime Déchelle : lui-même
- 2018 : Une journée avec Jamy ! de Norman Thavaud : lui-même
- 2020 : #ChezJamy : Un savoir par jour, série, en tant que créateur et animateur
- Depuis 2020 : Épicurieux, émission de plusieurs séries de vidéos (Sur la planche 'dédiées aux origines des aliments', Comment on dit 'dédiées aux origines des expressions de la langue française', Chez Jamy 'vidéos longues sur des sujets divers', et parfois des F.A.Q.), en tant que créateur et animateur, en partenariat avec Webedia